# US Open 1957 (Badminton)
Die US Open 1957 im Badminton fanden Mitte April 1957 in Spokane statt.

## Finalergebnisse
| Disziplin    | Sieger                                 | Finalist                       | Ergebnis          |
| ------------ | -------------------------------------- | ------------------------------ | ----------------- |
| Herreneinzel | Finn Kobberø                           | Eddy Choong                    | 15-10, 2-15, 15-4 |
| Dameneinzel  | Judy Devlin                            | Margaret Varner                | 11-2, 11-0        |
| Herrendoppel | Finn Kobberø Jørgen Hammergaard Hansen | Eddy Choong Bert Fergus        | 15-12, 15-2       |
| Damendoppel  | Judy Devlin Susan Devlin               | Margaret Varner Dorothy O’Neil | 7-15, 15-7, 15-5  |
| Mixed        | Finn Kobberø Judy Devlin               | Bob Williams Ethel Marshall    | 15-0, 15-9        |